# Río Taizi
El río Taizi (en chino: 太子河) es un afluente por la izquierda del río Liao, que discurre en dirección suroeste por la provincia china de Liaoning.
Antiguamente, el río Taizi se unía al río Hun, formándose de esta unión el río Daliao, que desembocaba en la bahía de Liaodong. Pero en 1958, una obras de ingeniería hicieron que el río desaguase directamente al Liao.

## Nombre
Su nombre (太子河) significa literalmente "corona del príncipe". Durante el periodo de los Reinos combatientes, Jing Ke, el responsable del intento de asesinato del príncipe Qin Shi Huang. El intento fracasó, pero los atacantes robaron la corona Huang, que según la leyenda, terminó en las aguas del río Taizi.